# A magyar női labdarúgó-válogatott mérkőzései 2015-ben
A magyar női labdarúgó-válogatott mérkőzései 2015-ben. A válogatott az Isztria-kupán 12 csapat közül a hetedik, a Balaton-kupán pedig négy csapat közül a harmadik helyen végzett.
Szövetségi kapitány:
- Markó Edina

## Mérkőzések
| 235. mérkőzés 2015. február 11. | Magyarország       | 2 – 7                       | Lengyelország                                                                | Lipót, Sportpálya |
| 235. mérkőzés 2015. február 11. | Vágó 11' Sipos 36' | 2 – 3 Részletek Jegyzőkönyv | Pajor 13' Sikora 16' Zapała 27' 66' Grabowska 60' Tarczyńska 79' Chudzik 82' | Lipót, Sportpálya |

| 236. mérkőzés 2015. március 4. Isztria-kupa | Írország       | 1 – 1                       | Magyarország        | Poreč Nézőszám: 100 Játékvezető: Ivana Martinčić (horvát) |
| 236. mérkőzés 2015. március 4. Isztria-kupa | Littlejohn 72' | 0 – 0 Részletek Jegyzőkönyv | Vágó 57' (11-esből) | Poreč Nézőszám: 100 Játékvezető: Ivana Martinčić (horvát) |

| 237. mérkőzés 2015. március 6. Isztria-kupa | Ausztria  | 1 – 0                       | Magyarország | Umag, Városi Stadion Játékvezető: Ivana Martinčić (horvát) |
| 237. mérkőzés 2015. március 6. Isztria-kupa | Makas 50' | 0 – 0 Részletek Jegyzőkönyv |              | Umag, Városi Stadion Játékvezető: Ivana Martinčić (horvát) |

| 238. mérkőzés 2015. március 9. Isztria-kupa | Magyarország | 1 – 3                       | Szlovákia                                           | Rovinjsko Selo |
| 238. mérkőzés 2015. március 9. Isztria-kupa | Zágor 13'    | 1 – 3 Részletek Jegyzőkönyv | Klechová 21' (11-esből) Škorvánková 27' Šušková 29' | Rovinjsko Selo |

| 239. mérkőzés 2015. március 11. Isztria-kupa | Magyarország    | 3 – 1                       | Románia   | Umag |
| 239. mérkőzés 2015. március 11. Isztria-kupa | Vágó 3' 27' 69' | 2 – 0 Részletek Jegyzőkönyv | Lunca 70' | Umag |

| 240. mérkőzés 2015. június 11. | Magyarország        | 2 – 1                       | Szlovénia | Szombathely |
| 240. mérkőzés 2015. június 11. | Nagy 18' Szeitl 84' | 1 – 0 Részletek Jegyzőkönyv | Erman 73' | Szombathely |

| 241. mérkőzés 2015. június 17. | Görögország | 0 – 1                       | Magyarország | Lutraki |
| 241. mérkőzés 2015. június 17. |             | 0 – 0 Részletek Jegyzőkönyv | Szarvas      | Lutraki |

| 242. mérkőzés 2015. június 19. | Görögország | 1 – 1                       | Magyarország | Lutraki |
| 242. mérkőzés 2015. június 19. | ? 78'       | 0 – 0 Részletek Jegyzőkönyv | Kaján 91'    | Lutraki |

| 243. mérkőzés 2015. augusztus 1. Balaton-kupa | Magyarország                                 | 4 – 4 Tizenegyesekkel: 2 – 4 | Szlovákia                                   | Balatonfüred |
| 243. mérkőzés 2015. augusztus 1. Balaton-kupa | Szabó V. ?' Szuh 86' 88' (11-esből) Nagy 93' | 0 – 2 Részletek Jegyzőkönyv  | Hmírová 17' Fecková 23' 52' Škorvánková 67' | Balatonfüred |

| 244. mérkőzés 2015. augusztus 3. Balaton-kupa | Magyarország                   | 2 – 0                       | Fehéroroszország | Balatonfüred |
| 244. mérkőzés 2015. augusztus 3. Balaton-kupa | Zeller 41' Rácz 60' (11-esből) | 1 – 0 Részletek Jegyzőkönyv |                  | Balatonfüred |

| 245. mérkőzés 2015. szeptember 18. Eb-selejtező | Németország | 12 – 0                      | Magyarország | Halle, Erdgas Sportpark Nézőszám: 4500 Játékvezető: Sara Persson (svéd) |
| 245. mérkőzés 2015. szeptember 18. Eb-selejtező | Popp 7' 66' L. Maier 9' Kemme 16' Behringer 19' (11-esből) Bremer 28' 70' 84' Gössling 33' 39' Laudehr 63' Leupolz 72' | 7 – 0 Részletek Jegyzőkönyv |              | Halle, Erdgas Sportpark Nézőszám: 4500 Játékvezető: Sara Persson (svéd) |

| 246. mérkőzés 2015. október 21. Eb-selejtező | Magyarország | 1 – 0                       | Törökország | Budapest, Groupama Aréna Nézőszám: 2150 Játékvezető: Tess Petersson (svéd) |
| 246. mérkőzés 2015. október 21. Eb-selejtező | Szuh 46'     | 0 – 0 Részletek Jegyzőkönyv |             | Budapest, Groupama Aréna Nézőszám: 2150 Játékvezető: Tess Petersson (svéd) |

| 247. mérkőzés 2015. október 25. Eb-selejtező | Horvátország | 1 – 1                       | Magyarország           | Eszék, Városi Stadion Játékvezető: Eleni Lampadariu (görög) |
| 247. mérkőzés 2015. október 25. Eb-selejtező | Joščak 68'   | 0 – 1 Részletek Jegyzőkönyv | Jakabfi 45' (11-esből) | Eszék, Városi Stadion Játékvezető: Eleni Lampadariu (görög) |

| 248. mérkőzés 2015. november 29. Eb-selejtező | Magyarország | 0 – 1                       | Oroszország   | Felcsút, Pancho Aréna Nézőszám: 700 Játékvezető: Sarah Garratt (angol) |
| 248. mérkőzés 2015. november 29. Eb-selejtező |              | 0 – 0 Részletek Jegyzőkönyv | Makarenko 55' | Felcsút, Pancho Aréna Nézőszám: 700 Játékvezető: Sarah Garratt (angol) |